# Шалва Деметрадзе
Шалва Деметрадзе (груз. შალვა ივანეს ძე დემეტრაძე ; 1907, Цхрацкаро — 25 жовтня 1971, Тбілісі) — грузинський письменник і громадський діяч.

## Біографія
1930 закінчив юридичний факультет Тбіліського державного університету і почав працювати в газеті.
Учасник Німецько-радянської війни
Майже 40 років пропрацював у книжкових видавництвах — «Література та мистецтво», потім — у «Мерані».
Похований у Дідубійському пантеоні.